# Lesoma
Lesoma är en ort (village) i distriktet Chobe i norra Botswana. 